# Kabel (jednostka)
Kabel – jednostka odległości stosowana w nawigacji.
1 kabel = 0,1 mili morskiej = 185,2 metra ≈ 608 stóp angielskich.
Nazwę kabla noszą również:
- Kabel brytyjski (British cable length):

1 kabel = 100 sążni = 600 stóp = 182,88 metra
- Kabel amerykański

1 kabel = 120 sążni = 720 stóp = 219,456 metra
Lądową jednostką o zbliżonej długości jest furlong.